# 3-as számú Országos Kéktúra szakasz
A 3-as számú Országos Kéktúra szakasz 45,7 km hosszúságú, a Balaton-felvidéken halad át Sümeg és Keszthely között.
| jelzés         | azonosító           | útvonal | hossz km | infók |
| -------------- | ------------------- | --- | -------- | ----- |
|                | OKT-031 I.3/1       | Sümeg, vá. - Őskori kovabánya, geológiai bemutató - Sümeg, jéggyár am. - Sümegi Bazatltbánya vá. - Sarvaly, erdészház                                                                                           | 7,1      |       |
|                | OKT-032 I.3/1 I.3/2 | Sarvaly erdészház - Ördögigafa - Malom út - Szebike-völgy - erdészház rom - Ágota-kút - Alsó-Tátika - Fekete-oszlopos-barlang - Tátikahidegkút - Hermán-tói kőfejtő - Sztúpa - Szent Donát kápolna - Zalaszántó | 15,3     |       |
|                | OKT-033 I.3/3       | Zalaszántó - XIII. sz.-i műemlék templom - Grábi-híd - Vadaskert - Rezi | 5,8      |       |
|                | OKT-034 I.3/3       | Rezi - Almás-domb - Betyárok sírja - Gyöngyösi csárda | 2,6      |       |
|                | OKT-035 I.3/4       | Gyöngyösi csárda - Gyöngyös-patak - Négyszögmajor - Szent Magdolna Árpád-kori templomrom (Egregyi templom) - Harangláb - Hévíz                                                                                  | 7,6      |       |
|                | OKT-036 I.3/4       | Hévíz - Hévízi-tó - kerékpárút - Pipás-kert - Festetics kastély - Keszthely | 6,1      |       |
| Pecsételő hely | OKT-904             | Keszthely vá. - OKT bekötő útszakasz | 1,2      |       |

OKT = Országos Kéktúra